# Boluan Fanzheng
Boluan Fanzheng (chino simplificado: 拨乱反正; chino tradicional: 撥亂反正) , que literalmente significa «eliminar el caos y volver a la normalidad», fue un período histórico de la República Popular China durante el cual Deng Xiaoping, entonces líder supremo de China, dirigió un influyente programa dirigido a corregir los errores de la Revolución Cultural lanzada por Mao Zedong. El programa desmanteló gradualmente las políticas maoístas asociadas con la Revolución Cultural, rehabilitó a millones de víctimas que fueron perseguidas durante la Revolución, inició varias reformas sociopolíticas y devolvió el país al orden de manera sistemática. El período de Boluan Fanzheng es considerado un período de transición importante en la  historia de China, que actuó como la base del histórico programa de Reforma y Apertura a partir de diciembre de 1978.

## Terminología
Literalmente, "Boluan Fanzheng (拨乱反正 / 撥亂反正)" es un Chengyu (expresión hecha característica del idioma chino) que apareció por primera vez en los Anales de Primavera y Otoño de la antigua China. La expresión significa "corregir el caos y volver a la normalidad". Después de que la Revolución Cultural terminó en 1976, Deng Xiaoping propuso por primera vez la idea de "Boluan Fanzheng" en septiembre de 1977.

## Breve historia

### Ideología

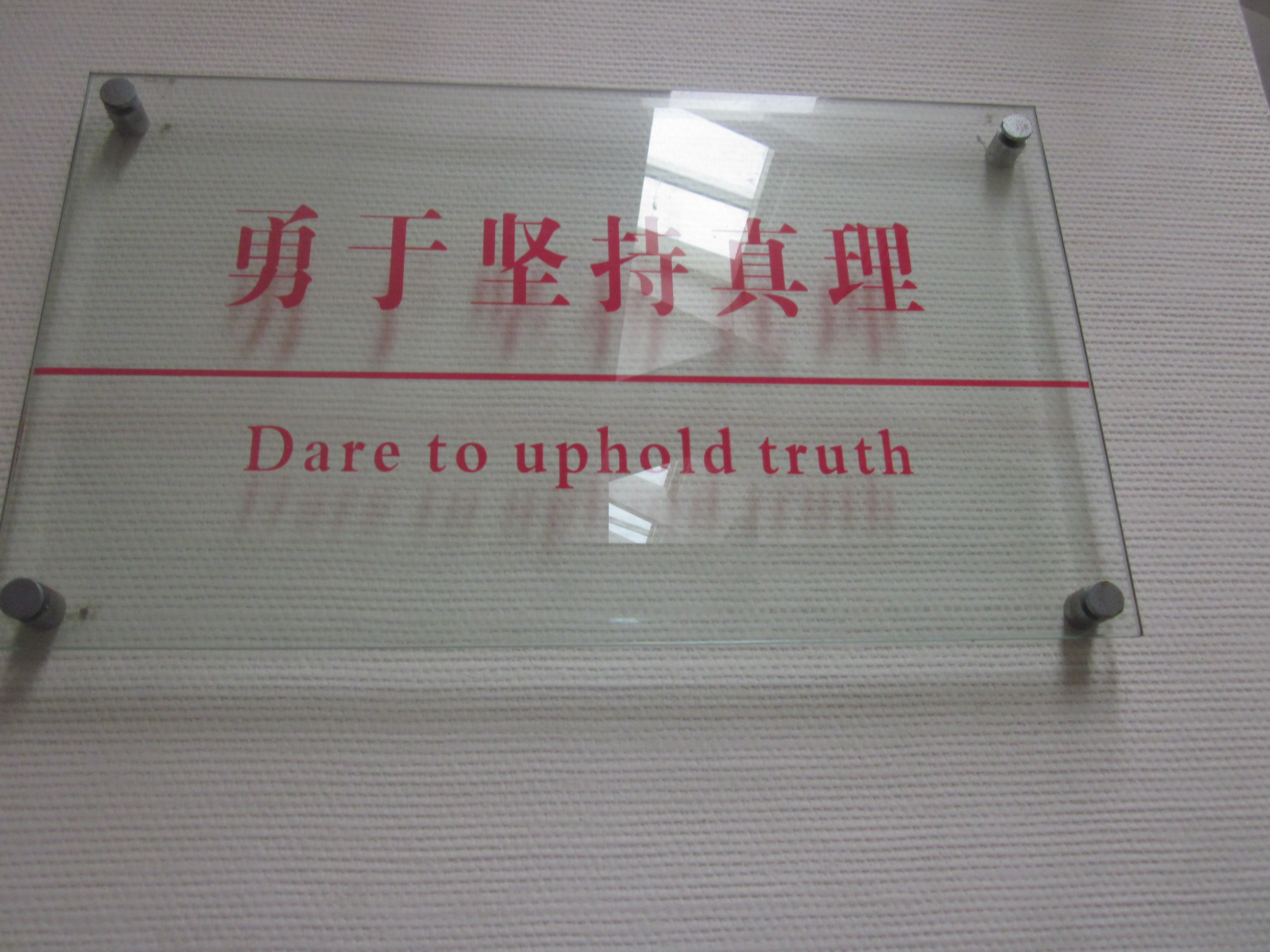
El lema "Atrévete a defender la verdad" dentro de la antigua residencia de Hu Yaobang.

Después de la Revolución Cultural, Hua Guofeng se convirtió en el líder de China y propuso las "dos todas aquellas" (两个凡是 / 兩個凡是, liǎngge fánshì): "Defenderemos con firmeza todas aquellas decisiones políticas tomadas por el presidente Mao, y respetaremos de principio a fin y sin vacilar todas aquellas instrucciones dadas por el presidente Mao". Sin embargo, en 1978, Deng Xiaoping, Hu Yaobang y otros promovieron un debate a gran escala sobre los criterios de la prueba de la verdad (真理标准大讨论), apoyando la idea de que "la práctica es el único criterio para comprobar la verdad (实践是检验真理的唯一标准)" y criticando a las "dos todas aquellas".
Con la ayuda de sus aliados, como Hu Yaobang, quien luego se convirtió en Secretario General del Partido Comunista de China (PCCh), Deng pudo lanzar el programa de Boluan Fanzheng y emergió como el líder supremo de facto de China en diciembre de 1978 durante La 3.ª Sesión Plenaria del 11º Comité Central del PCCh.
El período de Boluan Fanzheng duró hasta principios de la década de 1980, después de lo cual el enfoque principal del PCCh y el gobierno chino cambió de "luchas de clases" a "construcción económica" y "modernización". En 1981, el Partido Comunista de China aprobó una resolución (关于建国以来党的若干历史问题的决议) y declaró que la Revolución Cultural era "responsable del revés más severo y de las mayores pérdidas sufridas por el Partido, el país y el pueblo desde la fundación de la República Popular".

### Política

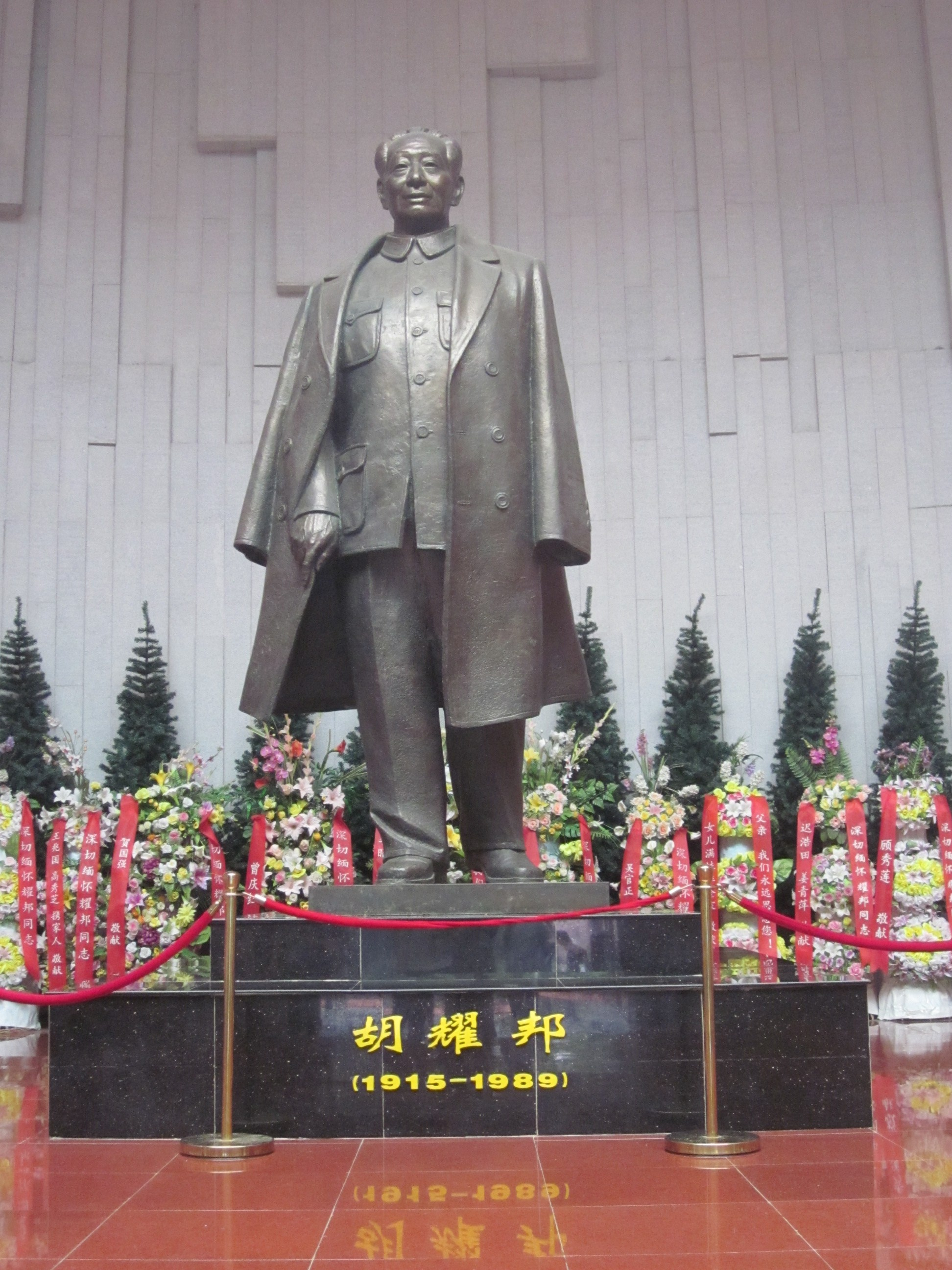
Hu Yaobang, entonces Secretario General del Partido Comunista de China, ayudó a Deng Xiaoping a lanzar "Boluan Fanzheng" y fue asignado por Deng para hacerse cargo de la rehabilitación de millones de víctimas perseguidas en la Revolución Cultural.

Pocos años después de 1978, Deng y Hu rehabilitaron a víctimas en más de 3 millones de "casos injustos, falsos e incorrectos". Algunas de las víctimas notables incluyen:
- Liu Shaoqi, segundo Presidente de la República Popular China, que fue perseguido hasta la muerte durante la Revolución Cultural.[13]
- Peng Dehuai, uno de los diez Mariscales (yuanshuai) de China y, primer ministro de Defensa Nacional, que fue perseguido hasta la muerte durante la Revolución Cultural.
- He Long, uno de los diez Mariscales de China y Vicepremier de la República Popular China, que fue perseguido hasta la muerte durante la Revolución Cultural.
- Xi Zhongxun, miembro principal de PCCh y padre de Xi jinping (Actual Presidente del País).
- Bo Yibo, miembro principal de PCCh y padre de Bo Xilai.
- Tao Zhu, miembro principal de PCCh.

### Constitución y ley
En 1982, la nueva constitución de China fue aprobada por el Asamblea Popular Nacional, que eliminó los elementos asociados con la Revolución Cultural y exige que todas las organizaciones, incluido el Partido Comunista de China, deben obedecer la Constitución y la ley. La mayor parte del contenido de la "Constitución de 1982" sigue vigente en la actualidad. Dentro de la Constitución de 1982: 
- Se eliminó el vocabulario de la Revolución Cultural como "revolución continua bajo la dictadura del proletariado"
- Se excluyeron las descripciones de la organización del Partido Comunista de China
- La declaración de "el país está liderado por el Partido Comunista de China" fue eliminada (por decisión del XIX Congreso Nacional en 2018)[30]
- Se restablecieron los cargos de Presidente de China y Vicepresidente de China, con un límite de dos períodos consecutivos y cinco años para cada período (los límites del período reformados por el XIX Congreso Nacional en 2018).[31][32]

### Ciencia y educación
En el período de Boluan Fanzheng, el propio Deng Xiaoping estaba a cargo de la rehabilitación de científicos e intelectuales que fueron perseguidos durante la Revolución Cultural. Hizo hincapié en que el conocimiento y las personas talentosas deben ser respetadas, y el pensamiento equivocado como la falta de respeto a los intelectuales debe ser revisado. Una de sus declaraciones notables fue que "la ciencia y la tecnología son fuerzas productivas primarias".
En el mismo año, Deng restauró el examen de ingreso a la universidad nacional (Gaokao), que se interrumpió durante 10 años debido a la Revolución Cultural, cambiando la vida de decenas de millones de personas. Se propuso un sistema de educación obligatoria durante el período Boluan Fanzheng, y con el apoyo de Deng y otros, la educación obligatoria se inscribió en la "Constitución de 1982" y la educación obligatoria de nueve años de China finalmente se estableció en 1986 bajo la ley (Ley de Nueve Años de Educación Obligatoria). En 1985, bajo la recomendación de Zhao Ziyang, entonces primer ministro de China, la Asamblea Popular Nacional designó el "10 de septiembre" como el Día Nacional del Maestro anual.

## Controversias

### Opiniones sobre Mao Zedong

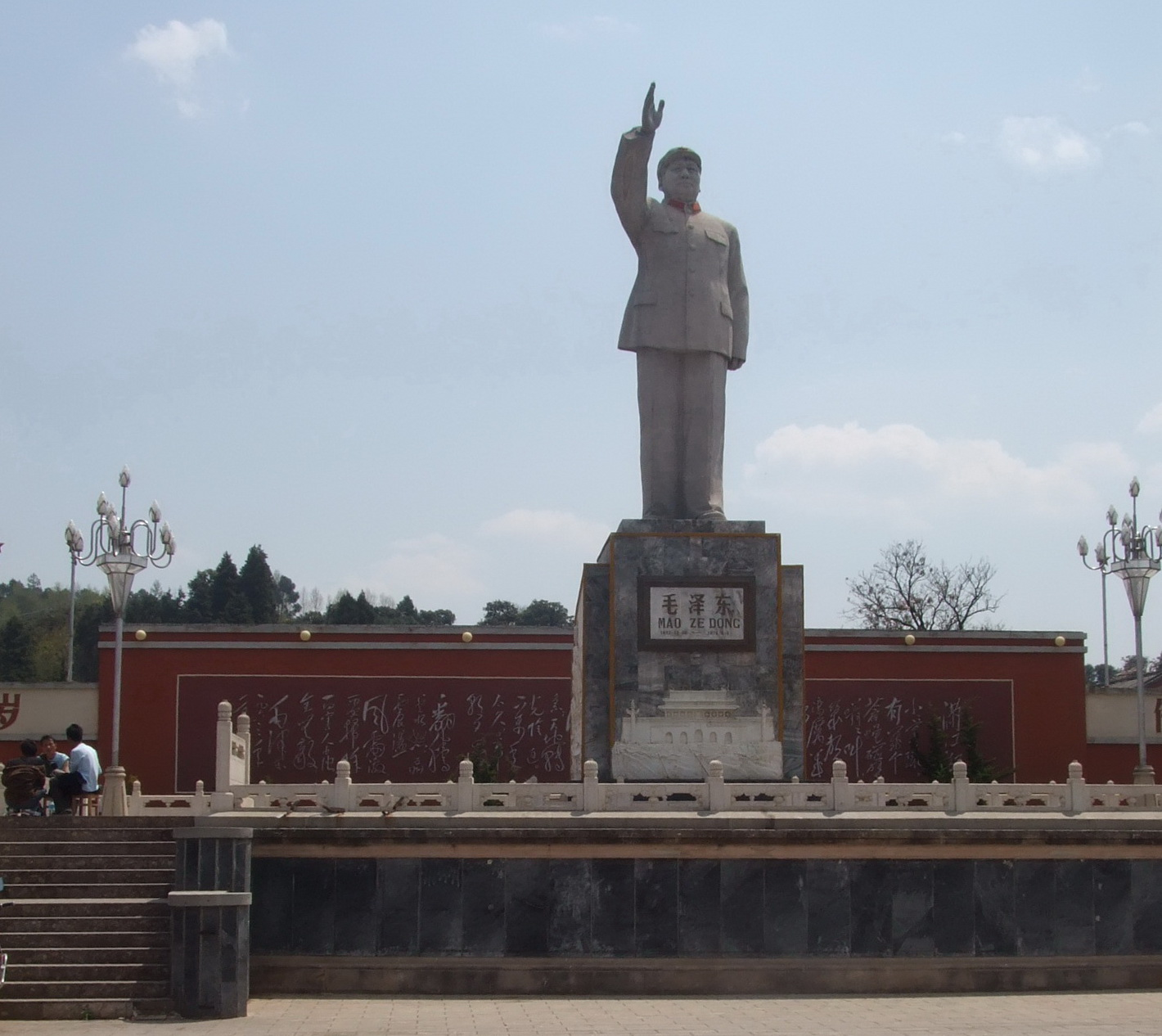
Las estatuas de Mao Zedong construidas durante la Revolución Cultural todavía se pueden ver en varios lugares de la China continental en la actualidad. La imagen muestra una de esas estatua en la provincia de Yunnan,

Mantener la imagen de Mao Zedong en Tiananmen fue una de las principales controversias después de la Revolución Cultural.

Sin embargo, el período Boluan Fanzheng también vio muchas controversias. Estos incluyen los puntos de vista en desacuerdo sobre Mao Zedong, y la inclusión de los "Cuatro Principios Fundamentales" en la Constitución de China para mantener el estado de  "unipartidismo" en China, así como las controversias legales que muchos de los líderes y perpetradores de la Revolución Cultural las masacres recibieron poco o ningún castigo.
El Partido Comunista no ha desclasificado completamente los documentos relacionados con la Revolución Cultural y ha estado restringiendo los estudios académicos y la discusión pública de la Revolución en la sociedad china.
Además, después de que Xi Jinping tuvo éxito como Secretario General del Partido Comunista de China y llegó al poder en 2012, algunas de las reformas realizadas durante el período Boluan Fanzheng se revirtieron gradualmente, lo que provocó la preocupación de una nueva Revolución Cultural.

### Liberación limitada y estado de partido único
Durante el período Boluan Fanzheng, así como el siguiente período de Reforma y Apertura, Deng Xiaoping, por un lado, enfatizó la importancia de "emancipar la mente", mientras que, por otro lado, advirtió repetidamente contra la llamada "liberalización burguesa".  Además, decenas de personas como Zhang Bojun y Luo Longji que fueron perseguidas durante la campaña antiderechista no recibieron rehabilitación y Deng desempeñó un papel importante en la realización de la campaña en la década de 1950.
En 1983, se lanzó la Campaña Anti-Contaminación Espiritual, seguida por la "Campaña de Liberalización Anti-Burguesa" que fue lanzada a fines de 1986. Las dos campañas fueron dirigidas por políticos de izquierda y recibieron algo de apoyo de Deng, pero ambas campañas finalmente se cancelaron debido a las intervenciones de Hu Yaobang y Zhao Ziyang, quienes eran considerados aliados de Deng y líderes reformistas dentro del Partido Comunista Chino.
Después de la Revolución Cultural, el Comité Central del PCCh no "limpió" sistemáticamente los elementos asociados con la Revolución dentro de la sociedad china, al tiempo que prohibió las reflexiones y revisiones exhaustivas sobre este período de la historia a nivel social. Algunos investigadores y observadores han argumentado que la razón principal por la que el PCCh toma tales acciones es que una revisión exhaustiva de la Revolución Cultural amenazaría fundamentalmente la legitimidad del PCCh como partido gobernante en China. Otros han señalado que, aunque Deng y otros altos funcionarios del PCCh habían confesado que el Partido había cometido numerosos errores en el pasado, seguían defendiendo el sistema de partido único del PCCh en China.